# Río Jaguarizinho
El río Jaguarizinho es un río brasileño que atraviesa el estado de Rio Grande do Sul. Desemboca en el Río Jaguari, afluente del río Ibicuí, el cual desemboca a su vez en el río Uruguay, perteneciendo así a la Cuenca del Plata.